# سسک تالابی زیتونی

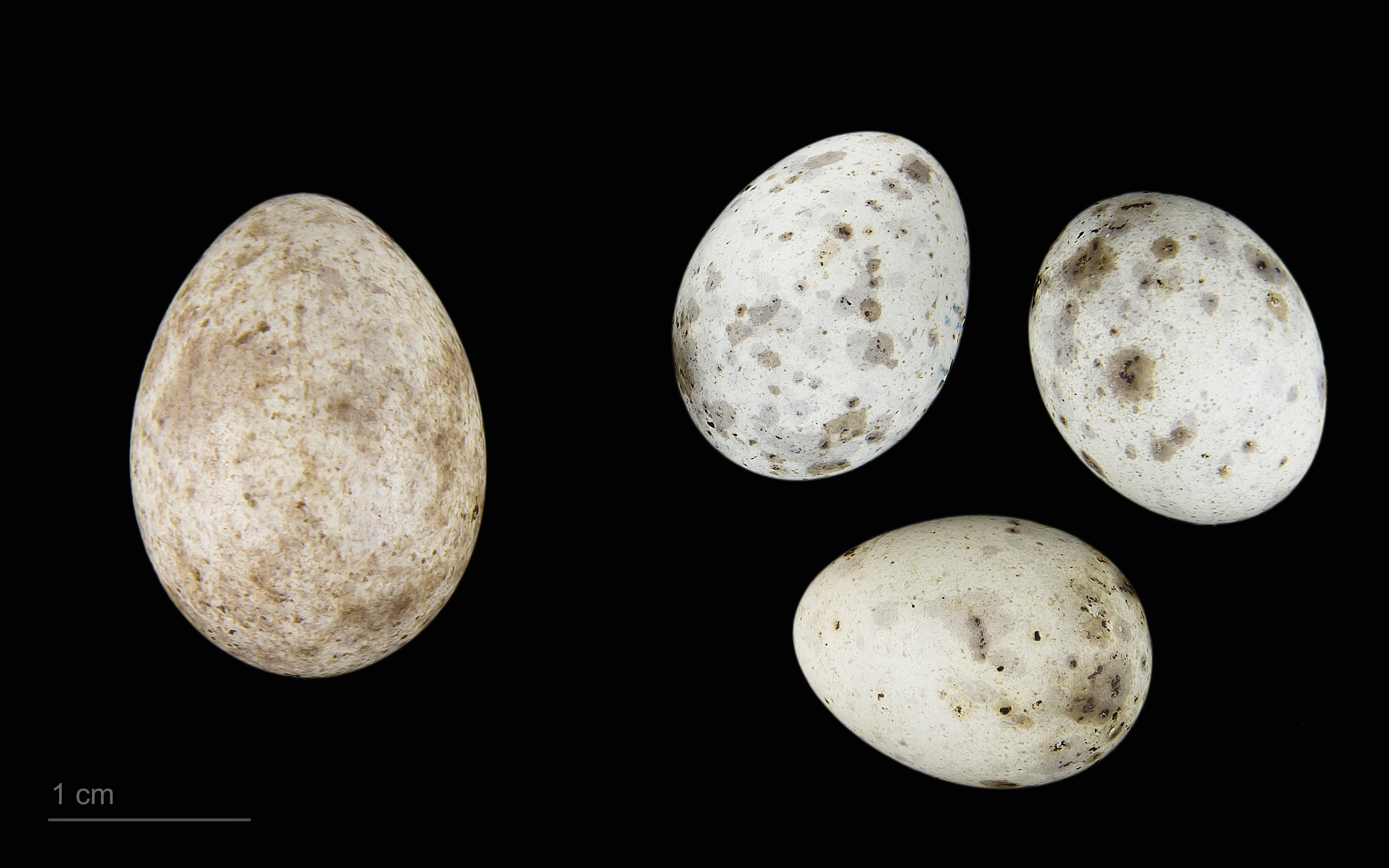
Cuculus canorus canorus + Acrocephalus palustris

سسک تالابی زیتونی یا سسک تالابی (نام علمی: Acrocephalus palustris) پرنده‌ای از تیرهٔ سسکان نیزار در راستهٔ گنجشک‌سانان است که پیش‌تر در سسکان جهان قدیم دسته‌بندی می‌شد.
این پرنده در مناطق معتدل اروپا و غرب آسیا تولید مثل می‌کند و در ایران نیز یافت می‌شود.
این پرنده کوچنده عموماً در جنوب شرق آفریقا زمستان‌گذرانی می‌کند. زیستگاه این پرنده مناطق مرطوب است البته زمستان را در نقاط خشک‌تر افریقا که پوشش گیاهی فراوانی دارد می‌گذراند.
سسک تالابی زیتونی برای تقلید قابل توجه آواز طیف گسترده‌ای از پرندگان دیگر و ترکیب آنها در آواز خود قابل توجه است.